# Hossein Nateghi
Hossein Nateghi (en persa: حسین ناطقی‎; 8 de febrero de 1987) es un ciclista iraní profesional desde 2007. Ha ganado dos veces el Taftan Tour. Desde 2022 forma parte del equipo Azad University Team.

## Palmarés
| 2006 (como amateur) - 1 etapa del Tour de Milad du Nour 2007 - Taftan Tour, más 2 etapas - 1 etapa del Tour de Turquía 2008 - 2 etapas del UAE International Emirates Post Tour - Taftan Tour, más 2 etapas - 2 etapas del Tour de Tailandia - 1 etapa del Kerman Tour 2009 - 1 etapa del Tour de Tailandia - 2 etapas de la Jelajah Malaysia - 1 etapa del Tour de Singkarak - 1 etapa del Tour de Irán - 1 etapa del Tour de Azerbaiyán - 3.º en el Campeonato de Irán en Ruta | 2010 - 1 etapa del Kerman Tour - 1 etapa del Tour de Milad du Nour - 3.º en el Campeonato Asiático en Ruta 2011 - 2 etapas del Tour de Milad du Nour 2012 - 1 etapa del Tour del Este de Java - 1 etapa del Tour de Brunéi |